# Johan Kjeldahl
 Der er for få eller ingen kildehenvisninger i denne artikel, hvilket er et problem. Du kan hjælpe ved at angive troværdige kilder til de påstande, som fremføres i artiklen.

Johan Gustav Christoffer Thorsager Kjeldahl (16. august 1849 i Jægerspris – 18. juli 1900 ved Tisvildeleje) var en dansk kemiker, der udviklede en verdensberømt metode til bestemmelse af nitrogen mængden i bestemte kemiske forbindelser ved hjælp af en laboratorieteknik der kaldes Kjeldahl-metoden.
Kjeldahls arbejdsplads var på Carlsberg Laboratoriet hvor han var leder af den kemiske afdeling fra dens begyndelse i 1876 og til sin død i 1900, og det var her han i 1883 gjorde sin opdagelse af Kjeldahl-metoden.
1890 blev han medlem af Videnskabernes Selskab, 1892 af det norske videnskabsselskab i Kristiania og 1894 æresdoktor ved Københavns Universitet. 1892 blev han titulær professor og 1898 Ridder af Dannebrog.